# Tomi Poikolainen
Tomi Jaakko Poikolainen (né le 27 décembre 1961 à Helsinki), est un archer finlandais. Il a participé à 5 éditions successives des Jeux olympiques d'été : 1980, 1984, 1988, 1992 et 1996.
En 1980 à Moscou, il remporte la médaille d'or à l'épreuve individuelle. Il remporte également la médaille d'argent à l'épreuve par équipe en 1992 à Barcelone, avec ses coéquipiers Jari Lipponen et Ismo Falck.